# Baseshwor
Baseshwor (nep. बासेश्वर) – gaun wikas samiti w środkowej części Nepalu w strefie Dźanakpur w dystrykcie Sindhuli. Według nepalskiego spisu powszechnego z 2001 roku liczył on 590 gospodarstw domowych i 3331 mieszkańców (1678 kobiet i 1653 mężczyzn).